# 高橋南創作公演
《高橋南創作公演》（高橋みなみプロデュース公演），日本女子團體AKB48初代總監督高橋南自行製作、演出的公演，一共8場，每場公演有各自主題，曲目皆不重複。8場公演於2016年2月16日至28日舉行。

## 概要
高橋南創作公演是AKB48成員高橋南自行製作、企劃的公演，原訂共7場，後增加至8場，每場公演有不同主題，高橋南也會參加每場公演。本次企劃於「AKB48全国握手会inマリンメッセ福岡 ステージイベント」公布。

## STAFF公演
- 公演期間：2016年2月16日
- 出演STAFF：戶賀崎智信（客戶中心部部長）、茅野忍（集團總管理人暨服裝總監、AKB48劇場管理人）、青木宏行（光文社娛樂編輯部主編）、松村匠（AKS取締役）、Team氣喘（由湯浅順司等人組成的樂團）、高橋榮樹（MV導演）、松本伸夫（North River影像製作部部長）、西山恭子（AKS廣報部部長）、湯淺順司（A&R製作統籌暨Shizuku娛樂代表取締役）、松本沙也加（造型師）、郡司善孝（AKB48劇場工作人員）、北川謙二（AKS助理製作暨North River代表取締役）、牧野雄飛（AKS經紀管理活動製作人）、紺田大輔（國王唱片第二創作本部YBC製作部部長）、牧野彰宏（AKS經紀管理製作部部長）、佐佐木慎（AKS經紀統籌暨Team A經紀人）、岡田剛（AKS事業推進團體部長）、山本學（前SNH48顾问）、高橋南
- 公演曲目：

1. overture
2. 想見你
3. UZA
4. Halloween Night

MC：「關於48G的未來」座談會
5. 勇往直前（演奏：Team氣喘）
6. 櫻花花瓣
7. 紅唇Be My Baby（安可曲）

## 雪藏曲公演
- 公演期間：2016年2月17日
- 出演成员：横山由依、武藤十夢、入山杏奈、高橋朱里、下口緋奈奈、柏木由紀、峯岸南、前田亞美、指原莉乃（HKT48）、竹内美宥、茂木忍、岡田彩花、岡田奈奈、横島亞衿、北原里英（NGT48）、高橋南
- 公演曲目：

1. overture
2. 含羞草
3. 日界變更線
4. 里約的革命
5. JESUS
6. 愛之色
7. 海市蜃樓
8. 戀愛計劃
9. 愛的防衛
10. 騎士
11. 令人在意的轉校生
12. 夏已逝
13. 這樣那樣的藉口
14. 月之形
15. 單戀的畢業式
16. 去森林吧（安可曲）
17. 與花迸散！（安可曲）
18. 現在開始 Wonderland（安可曲）

## 草莓醬士（15期）公演
- 公演期間：2016年2月18日
- 出演成员：飯野雅、市川愛美、大川莉央、大和田南那、込山榛香、佐藤妃星、達家真姫宝、谷口惠、福岡聖菜、向井地美音、湯本亞美、高橋南
- 公演曲目：

00.短劇
1. overture
2. Dreamin' Girls
3. 令人在意的轉校生
4. 青春女孩
5. 誠實的人
6. 束手無策搖籃曲
7. こみきー（原版為渡邊美優紀的solo曲《Waruki》（わるきー））
8. 甜蜜&苦澀
9. 暮蟬之戀
10. Girls Talk
11. 從背後緊緊相擁
12. Virgin love
13. 曾不屑一顧的愛情
14. 手牽手
15. 愛的存在（安可曲）
16. Overtake（安可曲）
17. 留在藍天（安可曲）

## 舞蹈選拔公演
- 公演期間：2016年2月20日
- 出演成员：木崎由里亞、田野優花、市川愛美、藤田奈那、岩田華怜、宮崎美穂、宮澤佐江（SNH48）、本村碧唯（HKT48）、松井珠理奈（SKE48）、齊藤真木子（SKE48）、湯本亞美、平田梨奈、大島涼花、相笠萌、梅田綾乃、高橋南
- 幕前播報：高橋南
- 公演曲目：

1. overture
2. 我們不戰鬥
3. UZA
4. Escape
5. 曲終人盡
6. 不只是回憶
7. Must be now

小短劇
8. 愛的加速器
9. 與核桃對話
10. Ambulance
11. Party is over
12. Viva!Hurricane（安可曲）
13. K區域（安可曲）
14. 哈密瓜汁（安可曲）

## The Idol公演
- 公演期間：2016年2月22日
- 出演成员：渡邊麻友、川本紗矢、小嶋真子、田北香世子、大川莉央、加藤玲奈、宮脇咲良（HKT48）、後藤萌咲、大和田南那、向井地美音、込山榛香、岩立沙穂、大森美優、北澤早紀、村山彩希、高橋南
- 幕前播報：高橋南
- 公演曲目：

1. overture
2. LOVE修行
3. BINGO!
4. 眨眼3次
5. Only today
6. 不要叫我偶像
7. 帶我去溫布頓

小短劇
8. 天使的尾巴
9. 而且不叫酪梨啦…
10. 只給你的Chu! Chu! Chu!
11. First Rabbit
12. 可以做你的女友嗎？
13. 馬尾與髮圈
14. 蒲公英的決心
15. 大聲鑽石（安可曲）
16. RUN RUN RUN（安可曲）
17. 因為喜歡你（安可曲）

## 混沌公演
- 公演期間：2016年2月25日
- 出演成员：木下百花（NMB48）、田名部生来、松村香織（SKE48）、岩田華怜、伊豆田莉奈、西野未姫、市川美織（NMB48）、小笠原茉由、谷真理佳（SKE48）、中西智代梨、石田晴香、宮崎美穂、大家志津香、野澤玲奈、佐佐木優佳里、島田晴香、西山怜那、高橋南
- 公演曲目：

## Saturday Night公演
- 公演期間：2016年2月27日
- 出演成员：渡邊美優紀（NMB48）、小嶋菜月、小林香菜、阿部瑪利亞、鈴木瑪莉亞（SNH48）、永尾瑪利亞、中田千智、高城亞樹、中村麻里子、島崎遥香、横山由依、柏木由紀、岩佐美咲、篠崎彩奈、高橋南
- 公演曲目：

1. overture（SDN48 ver.）
2. Saturday night party
3. 無法飛翔的鳳尾蝶
4. 順從的Slave
5. 口對口的巧克力
6. I'm sure
7. 因為剛淋了浴
8. 如能被你緊擁
9. 雄蕊雌蕊夜之蝶
10. 甜蜜股關節
11. 不怕聲名狼藉
12. 誘惑的吊襪帶 （安可曲）
13. 喝了娘王香檳再說 （安可曲）

## Nyan Nyan生日快樂公演
- 公演期間：2016年2月28日
- 出演成员：小嶋陽菜、高橋南、峯岸南+α
- 公演曲目：

1. overture
2. Relax!
3. 只有你
4. 觸不到的唇
5. 夜風的惡作劇
6. 洄遊魚的容積
7. Jane Doe
8. Green Flash
9. LOVE修行
10. 純愛的漸強音
11. 心型病毒
12. 束手無策搖籃曲

## 外部連結
- （日語）AKB48官方網站 （页面存档备份，存于）